# Alaksandu
Alaksandu was een koning van Wilusa die een verdrag sloot met de Hettitische koning Muwatalli II in ca. 1280 v.Chr. De tekst van het verdrag impliceert dat Alaksandu ook al eerder een verdrag had gesloten met Muwatalli's vader, Mursili II.

## Biografie
Alaksandu was een opvolger van ene Kukkunni, al is niet duidelijk of hij de onmiddellijke opvolger was. Muwatalli herinnert aan de vriendschap tussen Kukkuni en zijn eigen grootvader, Suppiluliuma I, voorafgegaan door meer dan drie eeuwen van vriendschap tussen de Hettieten en Wilusa, sinds de heerschappij van Hattusili I.
In zijn brief bagatelliseert Muwatalli het belang van koninklijke afkomst, wat de suggestie wekt dat Alaksandu op een andere manier aan de macht was gekomen dan door reguliere opvolging, zodat Alaksandu niet noodzakelijkerwijs een bloedverwant van Kukkuni is. Een van de drie goden die de in het verdrag aan de zijde van Alaksandu worden aangeroepen als verdedigers van de condities van het verdrag, is Appaliunas, die gelijkgesteld wordt met Apollo. Apollo wordt in de Ilias voorgesteld als de belangrijkste voorvechter van de Trojanen en degene die Paris helpt om Achilles te doden.
De chronologie is consistent met de archeologie van Troje, die aantoont dat Troje VI vernietigd werd door een aardbeving rond 1300 v.Chr., na meer dan 300 jaar van bewoning, en daarna herbouwd werd. Deze wederopbouw werd volgens Griekse legende voltooid door Poseidon, Apollo en Aeacus.